# Il caso Maurizius (film)
Il caso Maurizius (L'affaire Maurizius) è un film del 1954 diretto da Julien Duvivier.
È una coproduzione italo-francese ispirata al romanzo omonimo di Jakob Wassermann - appunto, Il caso Maurizius, pubblicato nel 1928.
Del cast hanno fatto parte Daniel Gélin, Charles Vanel, Eleonora Rossi Drago e Anton Walbrook.